# Leccinum duriusculum
Bolet rude des trembles, Bolet des peupliers
Espèce
Statut de conservation UICN

 LC  : Préoccupation mineure
Leccinum duriusculum, le Bolet rude des trembles ou Bolet des peupliers, est une espèce de champignons (Fungi) basidiomycètes du genre Leccinum dans la famille des Boletaceae. Il est caractérisé par son habitat sous peupliers tremble, sa chair rosissante-grisonnante à la coupe et la base de son pied souvent tachée de bleu.

## Taxonomie
Le nom correct complet (avec auteur) de ce taxon est Leccinum duriusculum (Schulzer ex Kalchbr.) Singer.
L'espèce a été initialement classée dans le genre Boletus sous le basionyme Boletus duriusculus Schulzer ex Kalchbr.

### Synonymes
Leccinum duriusculum a pour synonymes :
- Boletus duriusculus
- Gyroporus rufus var. duriusculus
- Gyroporus duriusculus
- Suillus duriusculus
- Boletus rufus var. duriusculus
- Boletus scaber var. duriusculus
- Boletus rufus subsp. duriusculus
- Krombholzia duriuscula
- Krombholziella duriuscula
- Krombholzia aurantiaca f. duriuscula
- Leccinum aurantiacum subsp. duriusculum
- Krombholzia aurantiaca subsp. duriuscula
- Boletus populinus Smotl
- Boletus duriusculus var. populinus
- Boletus duriusculus var. populinus

### Publication originale
(en) Rolf Singer, « The Boletoideae of Florida with Notes on Extralimital Species III », American Midland Naturalist, Université de Notre-Dame-du-Lac et inconnu, vol. 37, no 1,‎ janvier 1947, p. 1-135 (ISSN 0003-0031 et 1938-4238, OCLC 5731039, DOI 10.2307/2421647, JSTOR 2421647).

## Description du sporophore

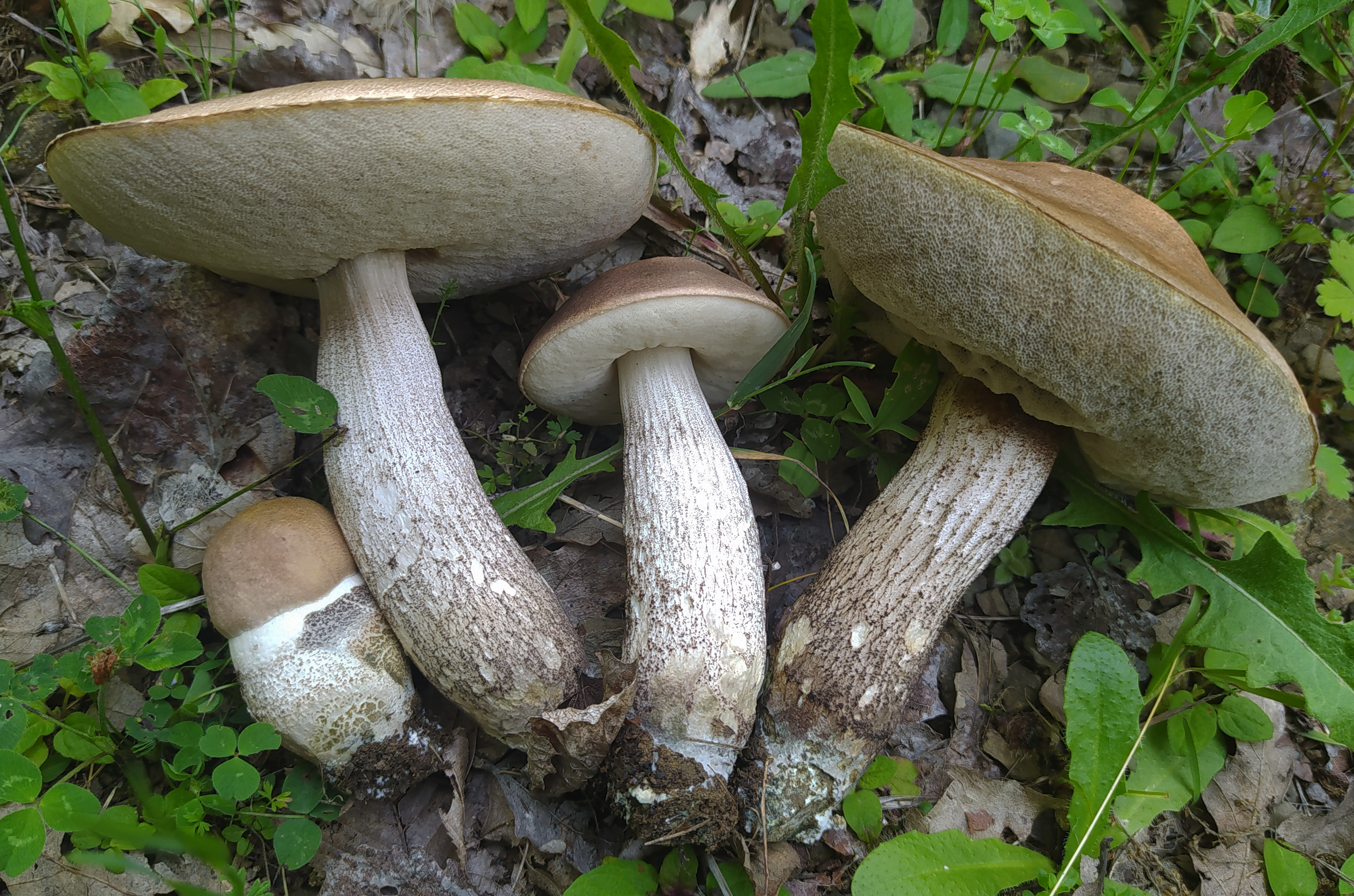
Collection de sporophores de L. duriusculum en Serbie.

Les bolets sont des champignons dont l'hyménophore à tubes, terminés par des pores, se sépare facilement de la chair du chapeau, avec un pied central assez épais et une chair compacte. Ils ont un chapeau rond, recouvert d'une cuticule, devenant convexe à mesure qu’ils vieillissent. Les caractéristiques morphologiques de L. duriusculum sont les suivantes :

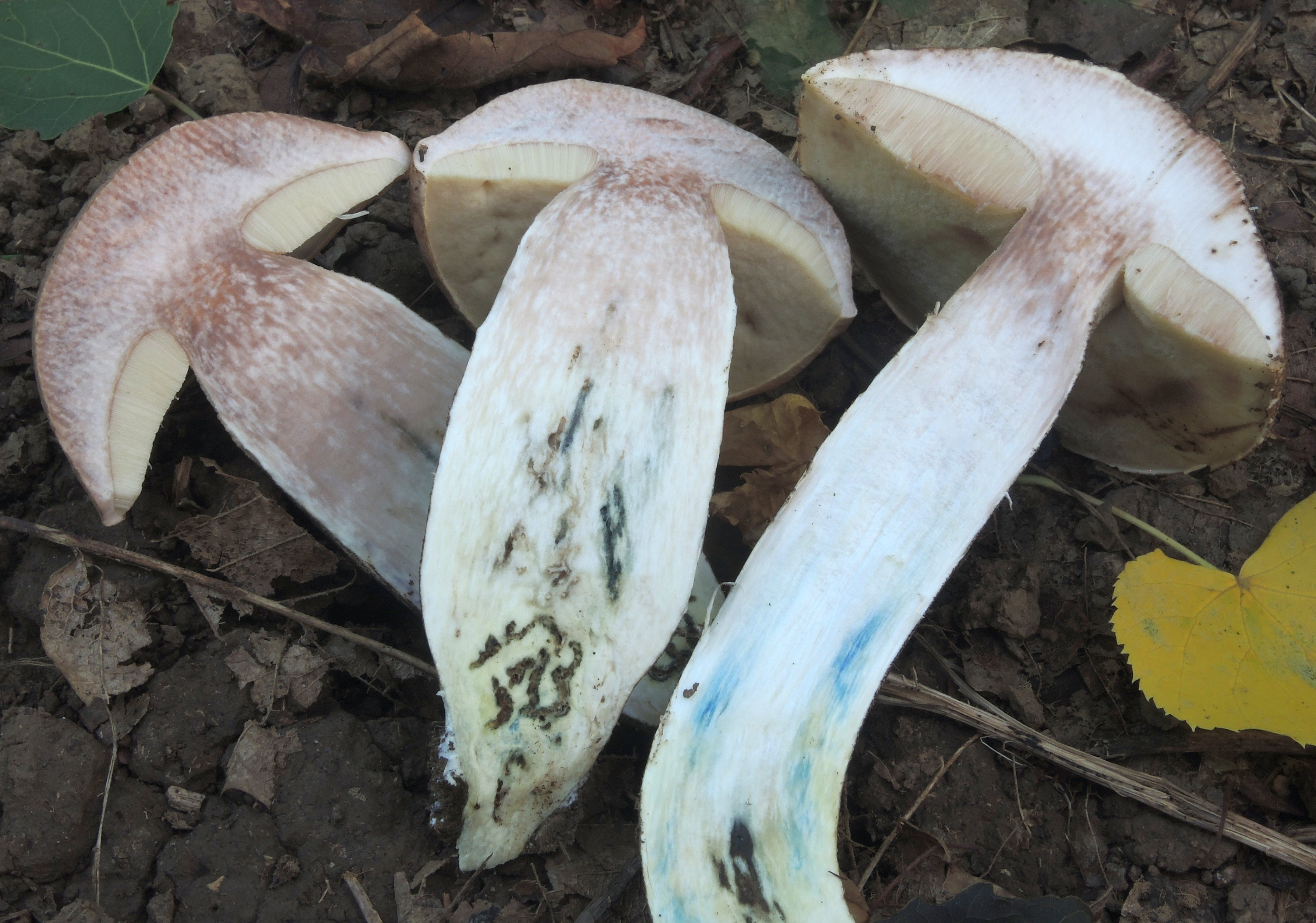
Chair rosissante/grisonnante à la coupe et bas du pied se tachant typiquement de bleu.

Son chapeau mesurant 7 à 15 cm est de forme hémisphérique puis convexe pulviné. Sa surface est lisse ou finement verruqueuse, mate, visqueuse par temps humide. Sa marge est obtuse, légèrement débordante. Il est de couleur gris-brun, brun grisâtre, café au lait, roussâtre à brun rougeâtre,.
L'hyménophore présente des pores fins, blancs puis grisâtres à grisâtres-rosâtres, brunissants au toucher. Les tubes sont longs de 15 à 30 mm, concolores, largement adnés,.
Son stipe mesure 7 à 16 cm x 2 à 5-5 cm, de forme cylindrique à ventru à base amincie, plein puis farci avec l'âge. Il est orné de squames grisâtres sur fond blanchâtre à ocre sale. La base est souvent tachée de bleuâtre. En effet, le pied de L. duriusculum est souvent plus trapu que ceux des autres Bolets rudes (Leccinum), particulièrement chez sa forme robustum qui pousse cette particularité à l'extrême.
La chair est blanchâtre, épaisse, rose à la coupe puis finalement gris noirâtre. Elle est souvent tachée de bleuâtre à la base du stipe. Sa saveur est douce et son odeur est faible. La sporée est jaune brunâtre,.

### Réactions chimiques
Sa chair devient rouge intense au formol.

### Caractéristiques microscopiques
Ses spores sont elliptiques, lisses, guttulées, jaune pâle aux dimensions variables selon les récoltes et les auteurs : 9,2-12,6 x 3,4-5,8 (Breitenbach) ; 13-17 x 5-6 (Moser) ; 16-20 x 5-7 (Bon).
Les basides sont clavées, tétrasporiques, non bouclées. Les cheilocystides et les pleurocystides sont fusiformes ventrues à sommet légèrement incrusté. 
La cuticule est trichodermique, à hyphes non bouclées enchevêtrées à extrémités dressées, larges de 6-12 µm, incrustées de brun au sommet.

## Galerie

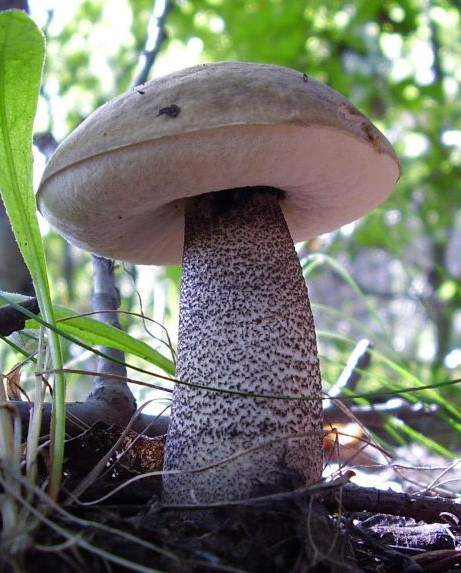
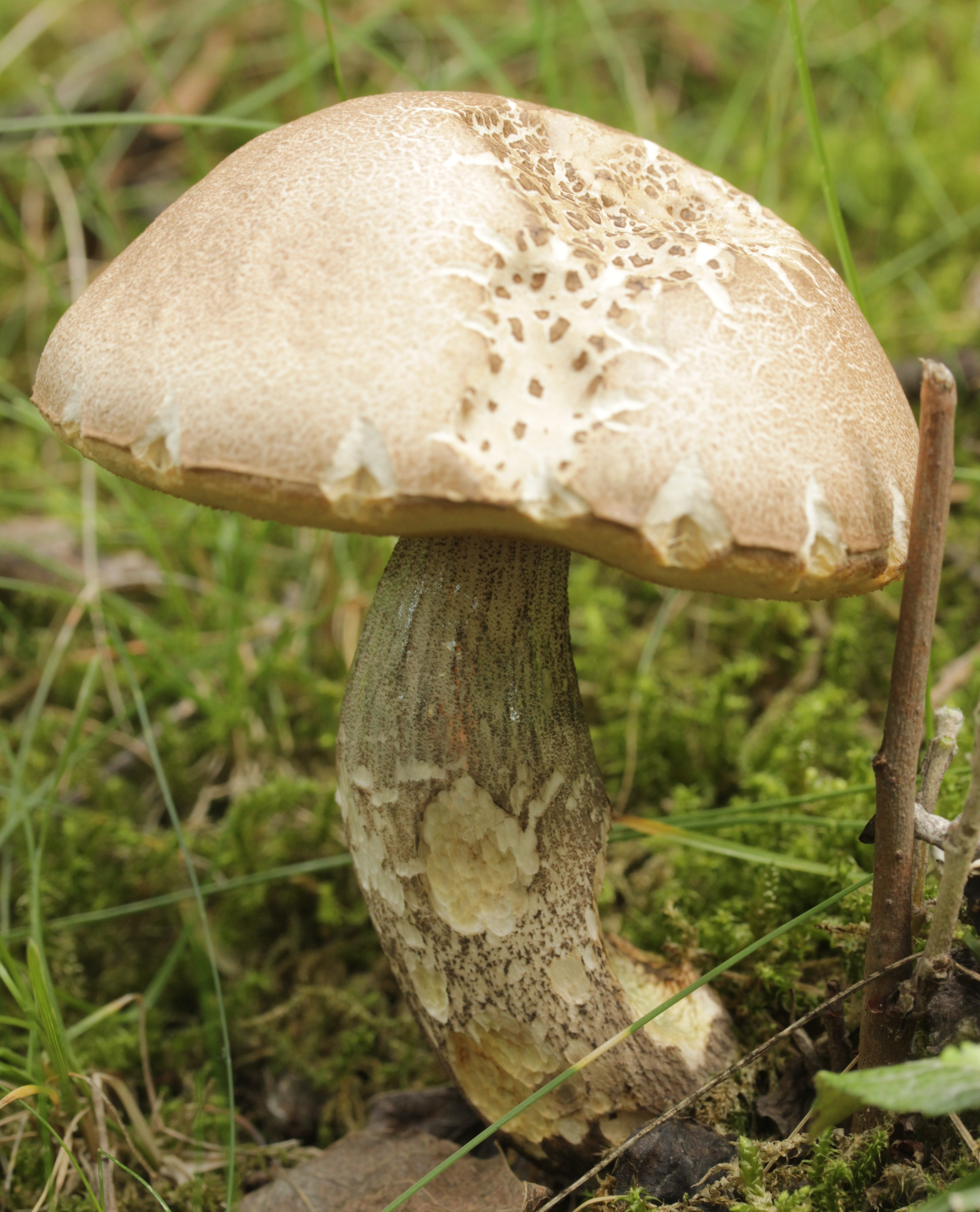
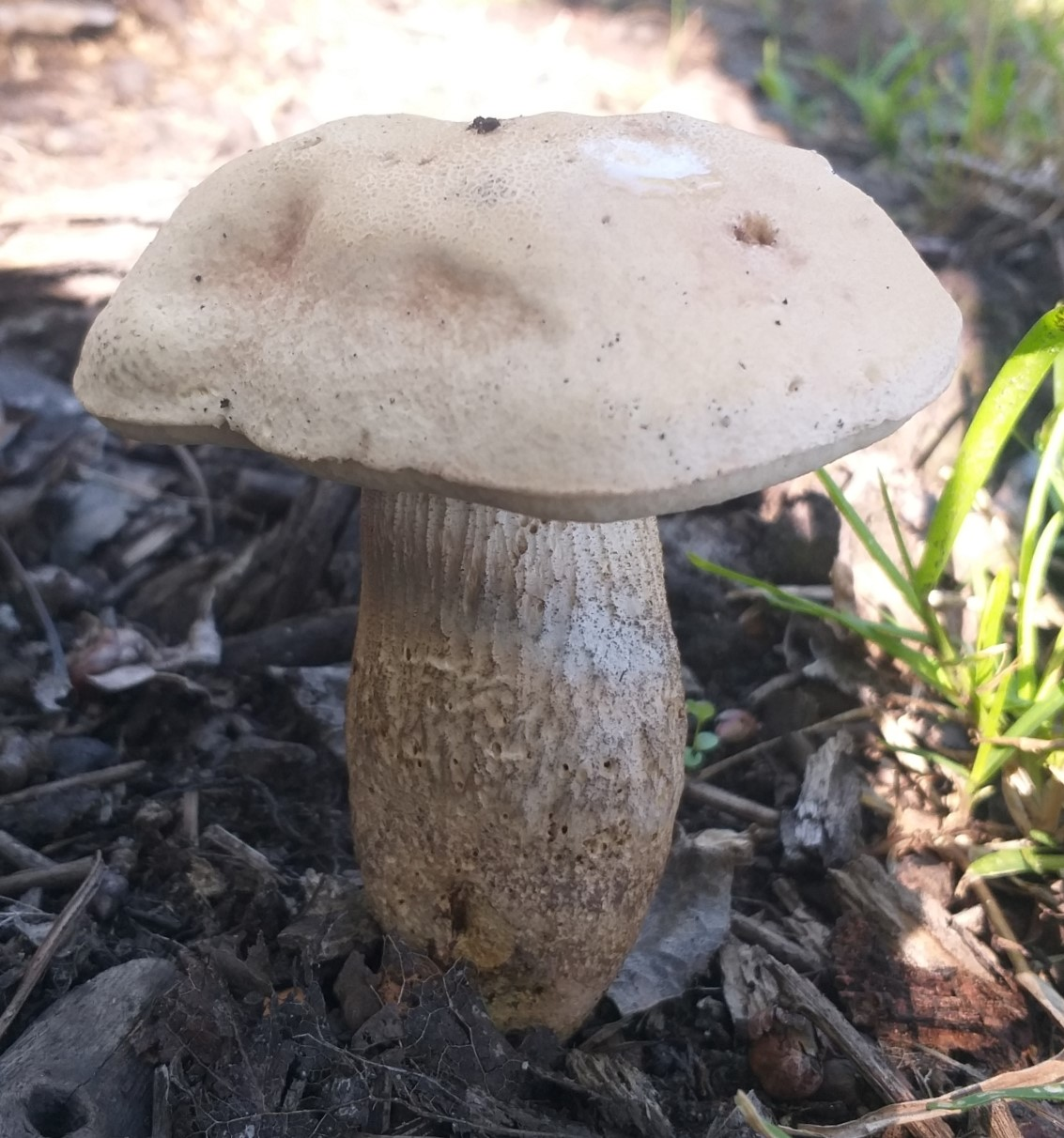
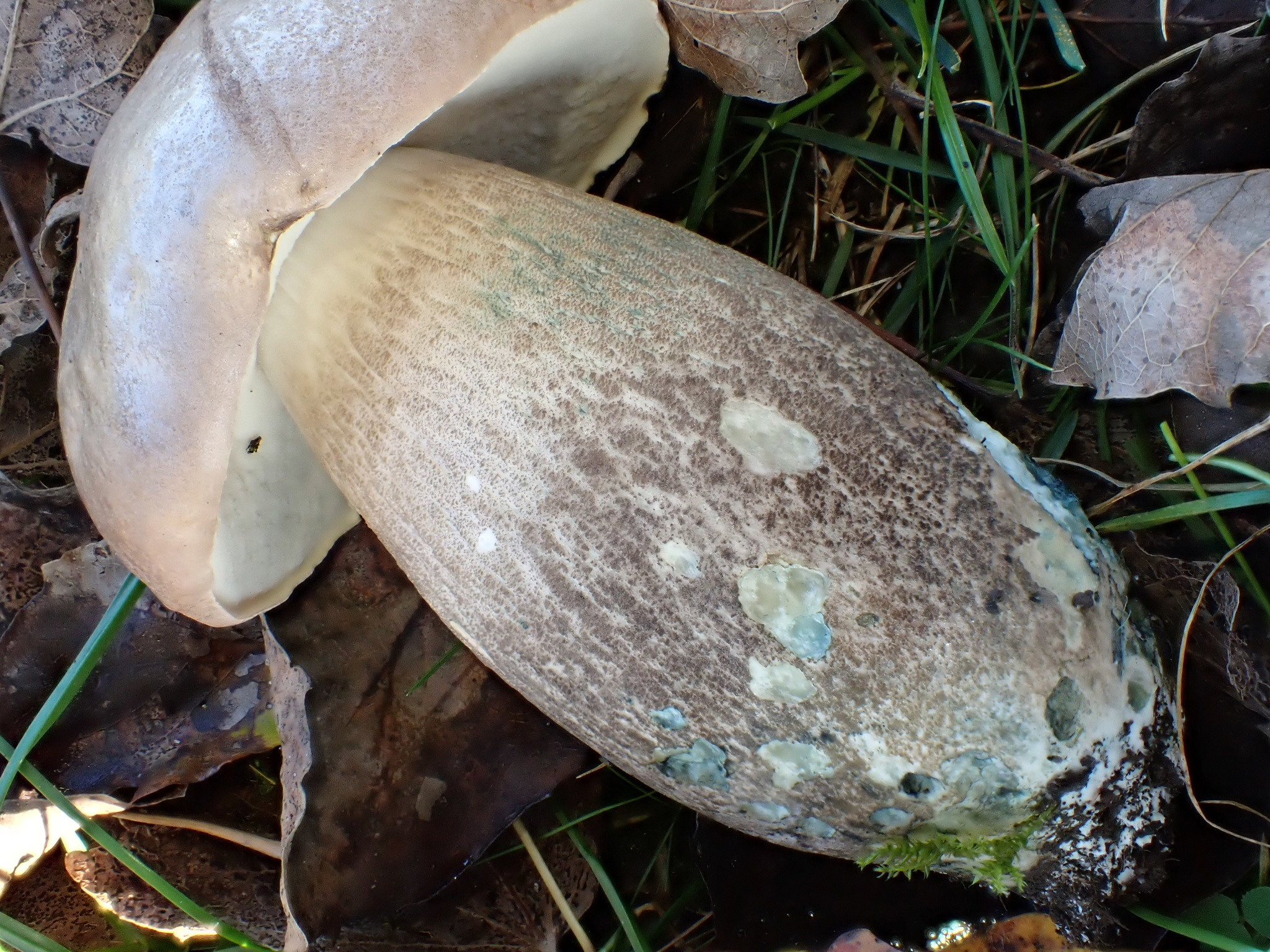
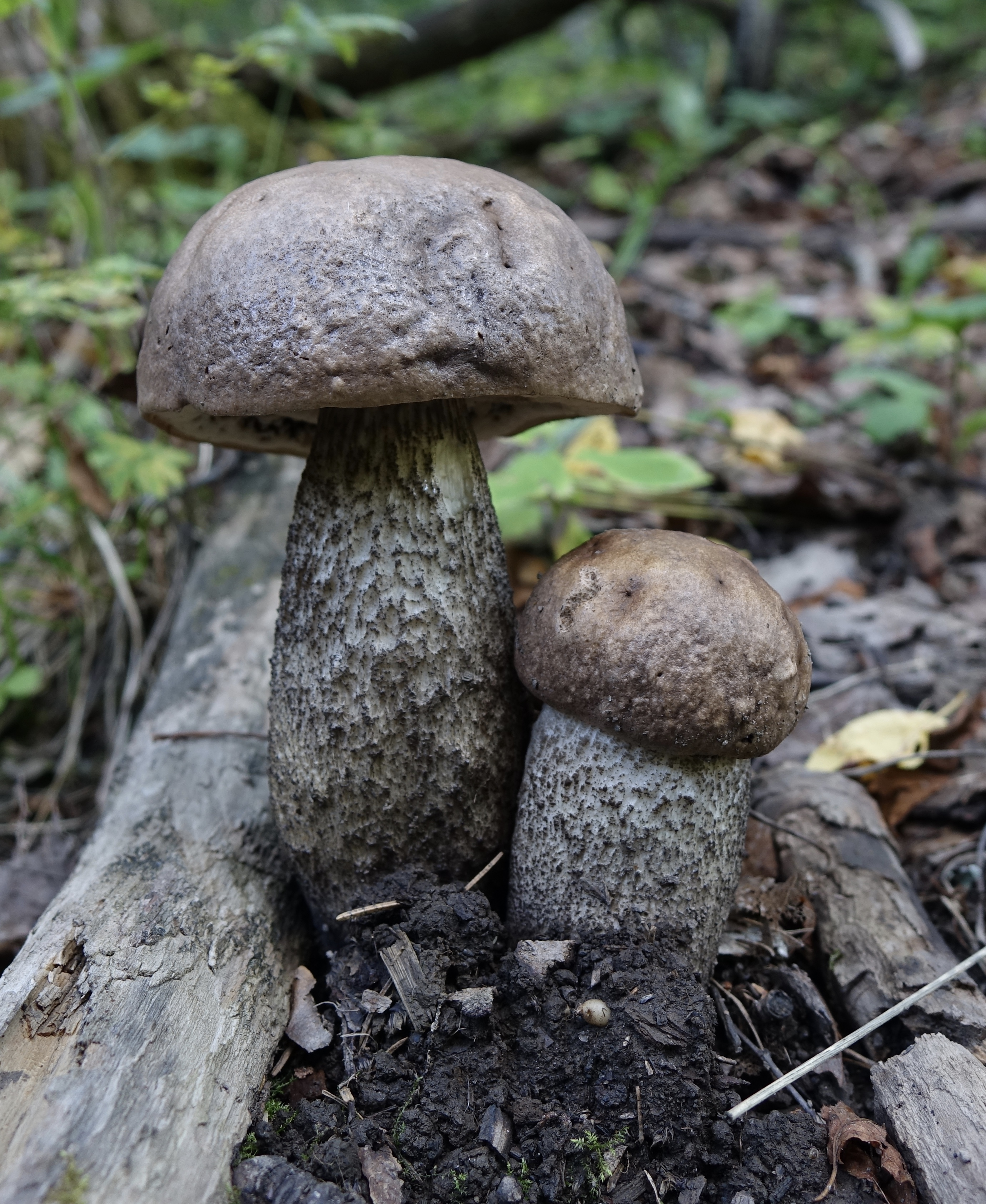
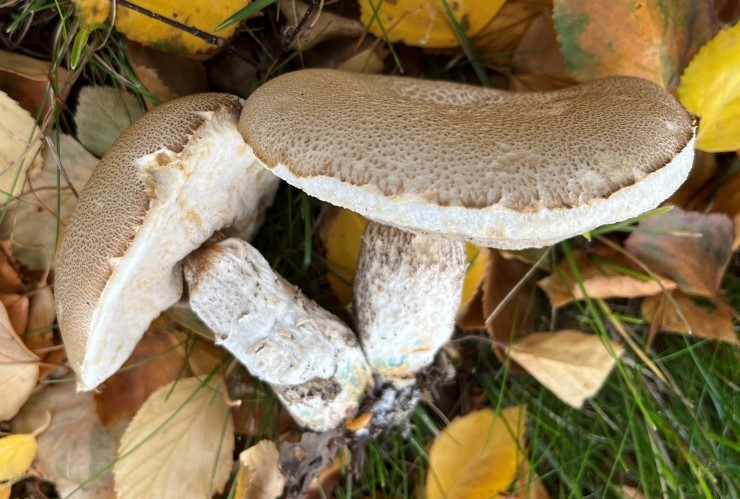
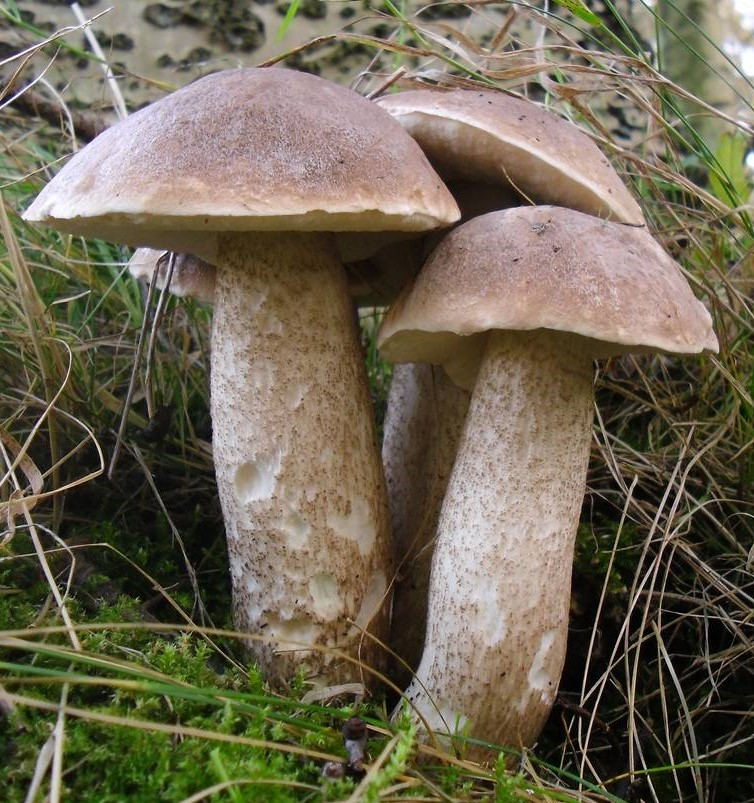
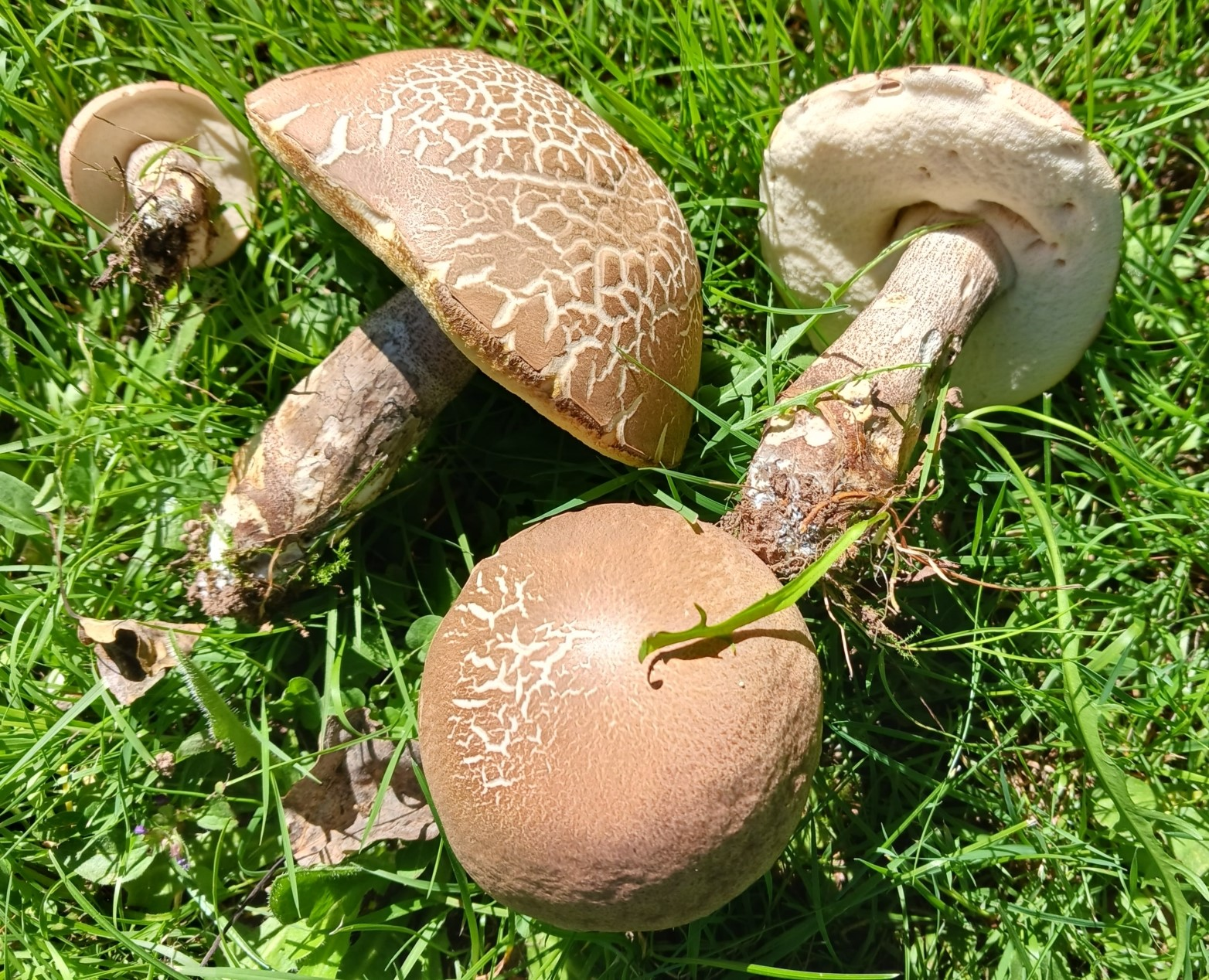
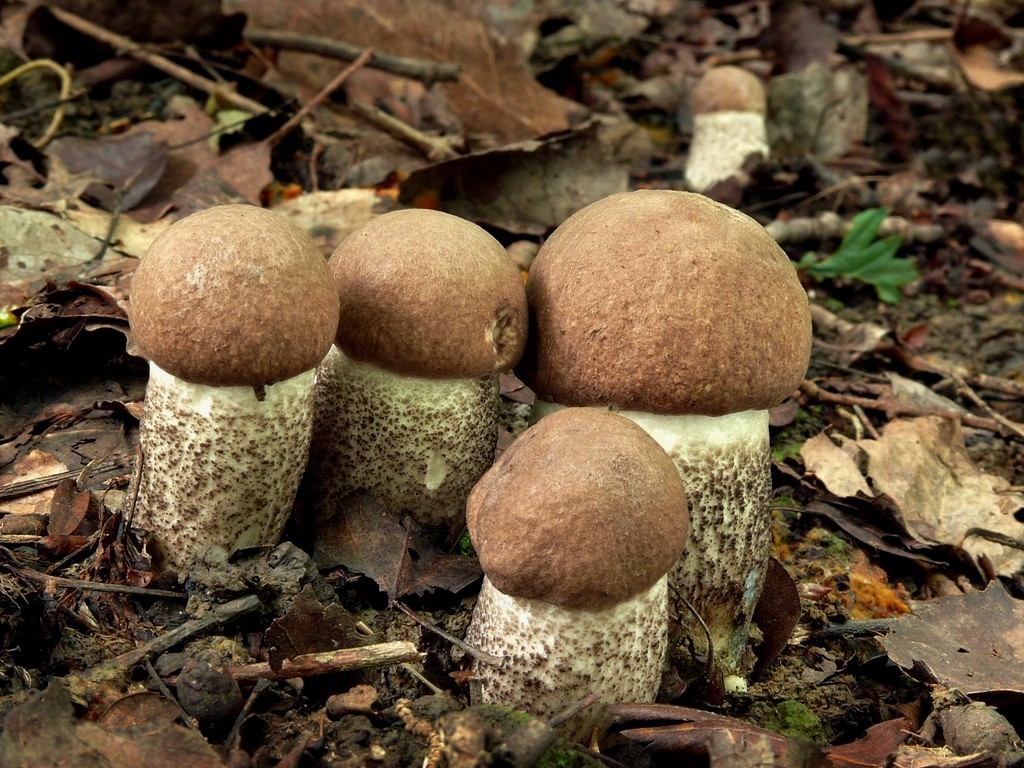
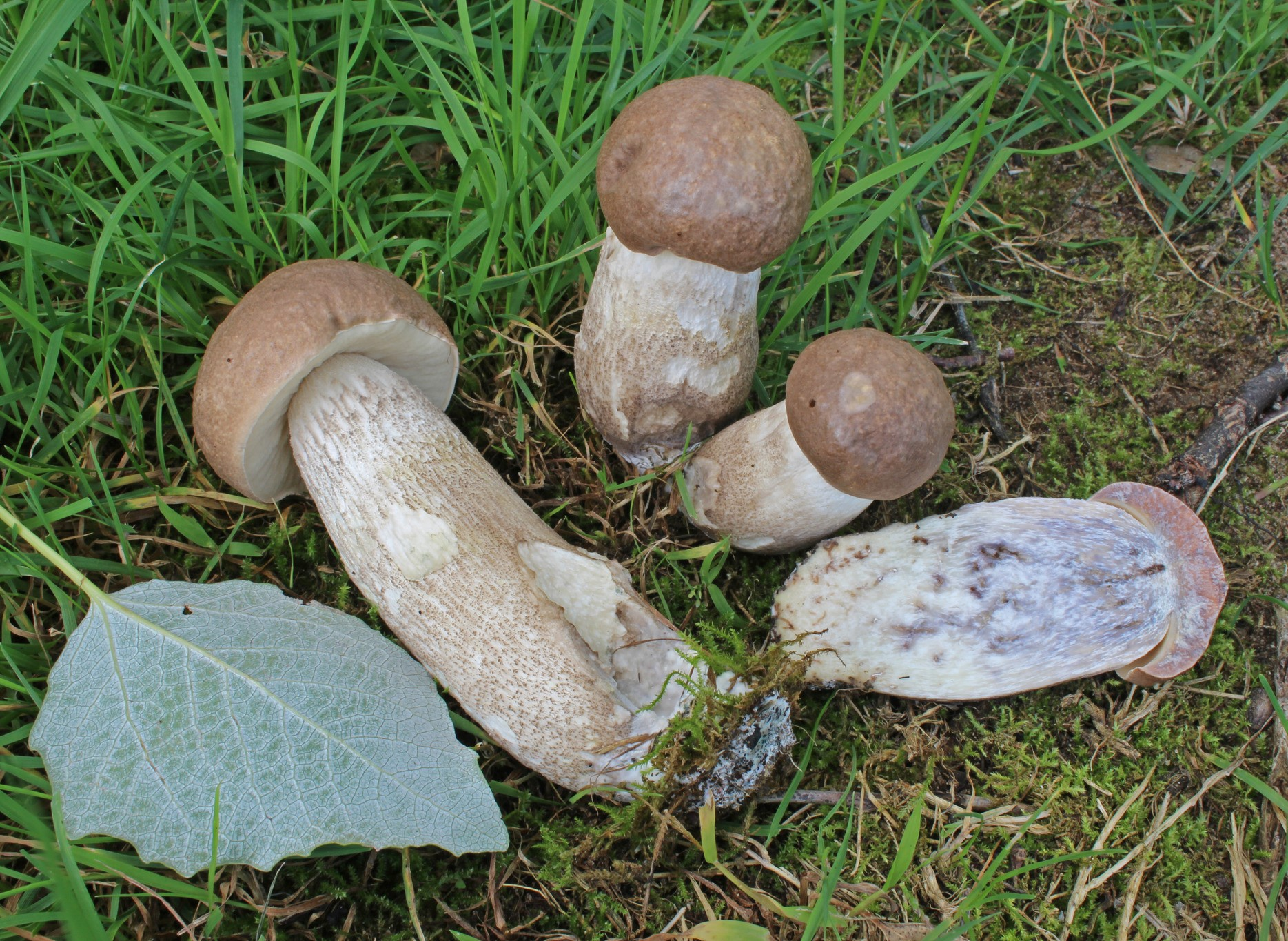
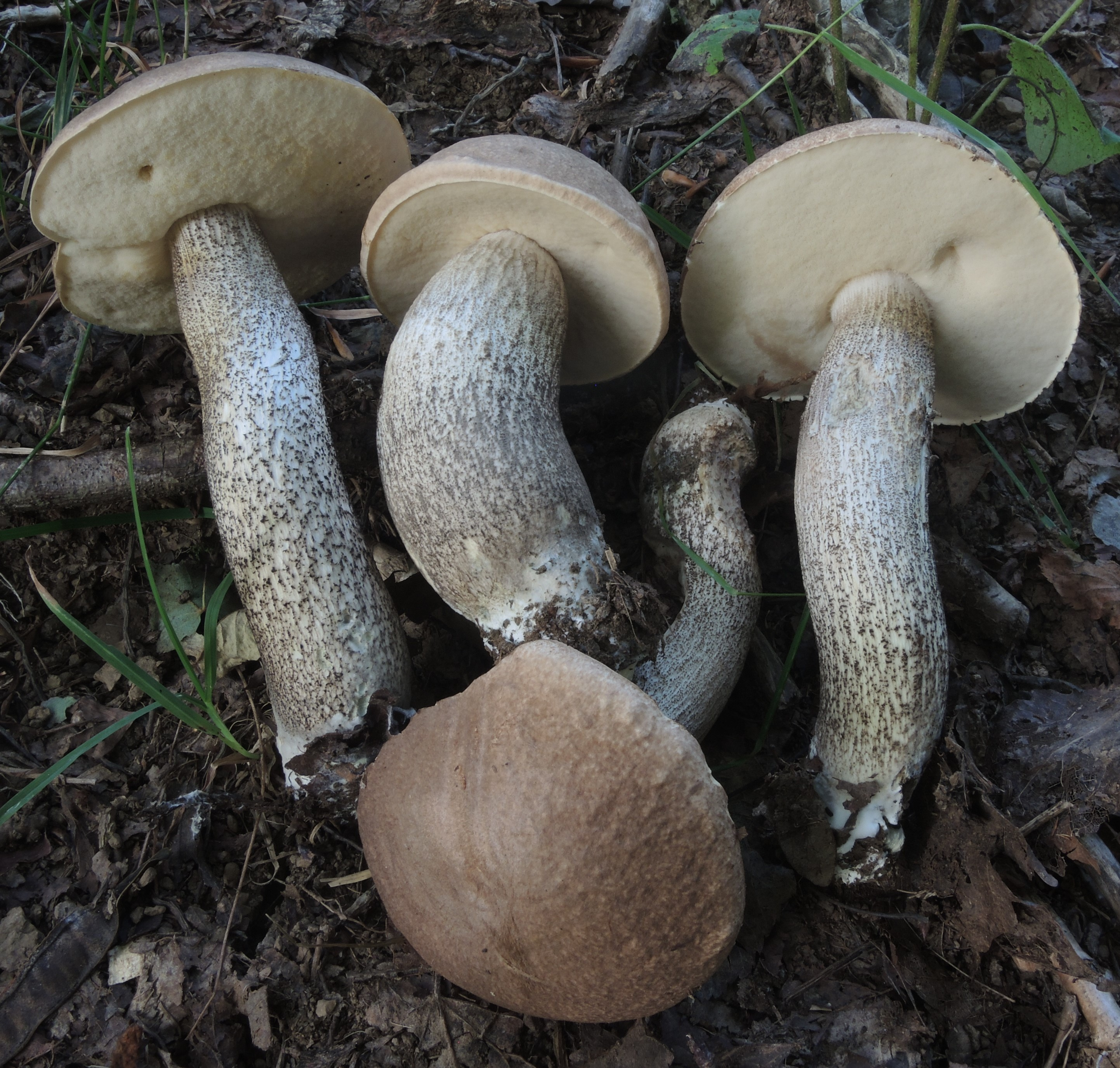
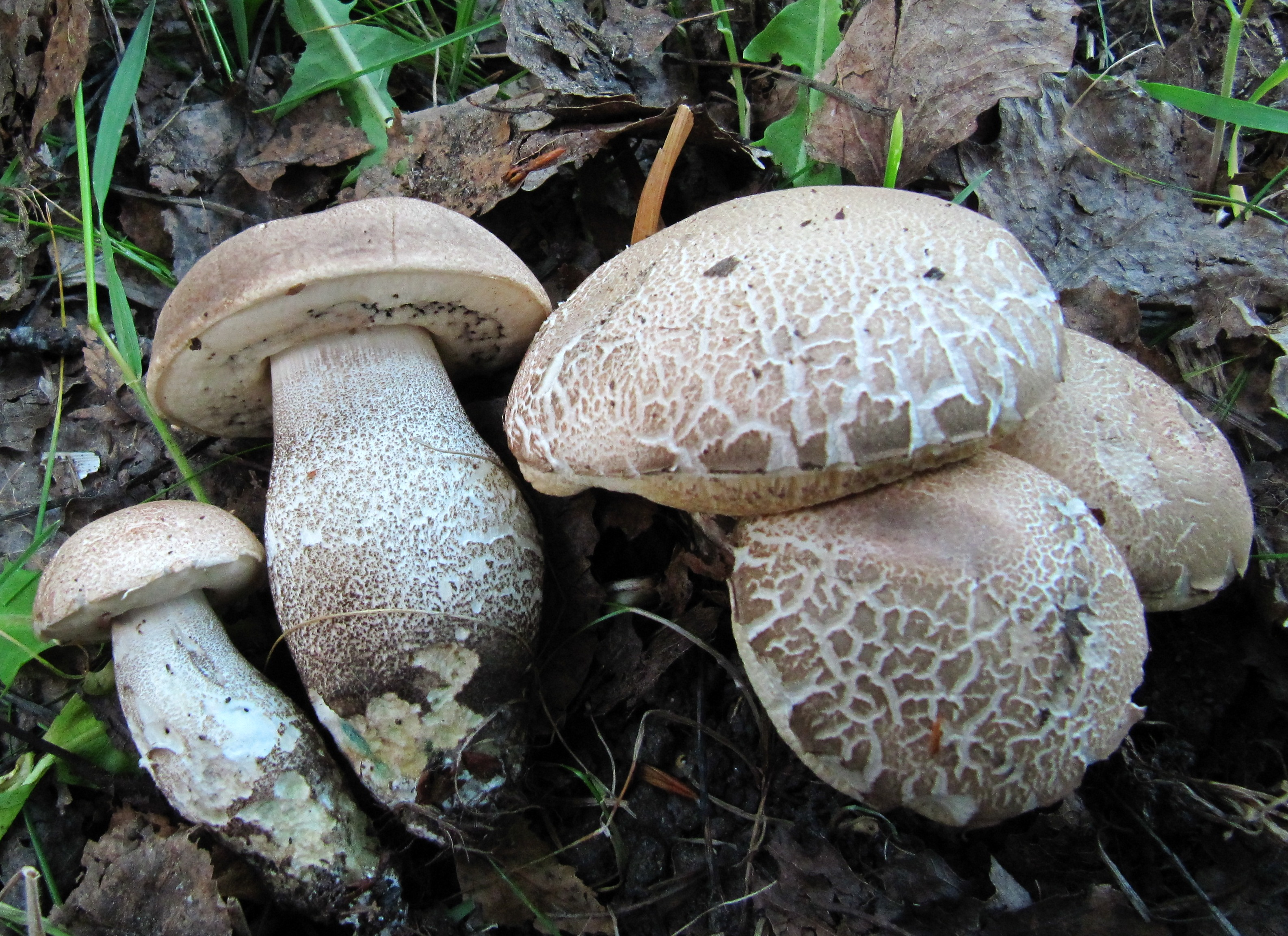
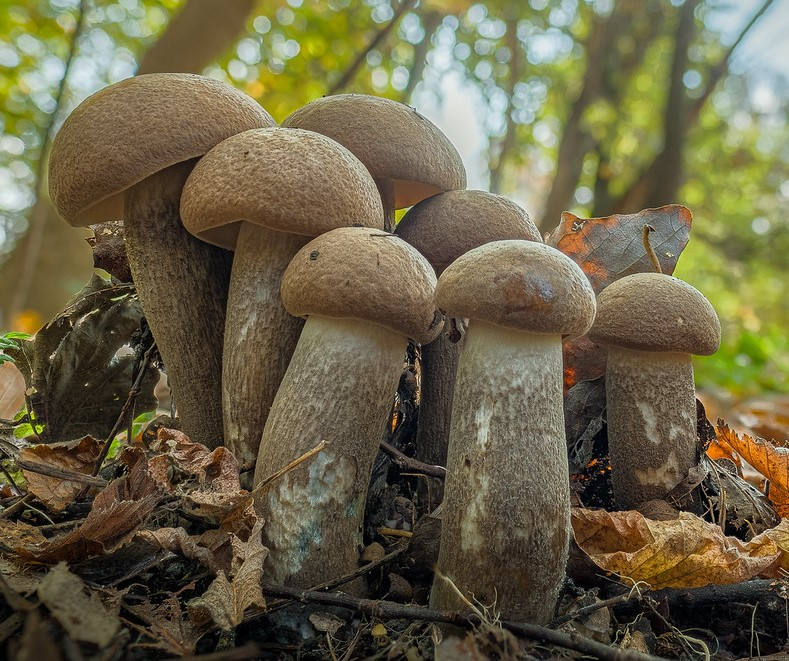

## Formes et variétés
|                                                                     |  |  |
| Forme robustum au pied massif, variété exclusive au peuplier blanc. |  |  |

Selon MycoBank (5 février 2023) :
- Leccinum duriusculum f. robustum Lannoy & Estadès, 1994. Cette forme a la particularité de pousser uniquement sous les peupliers blancs (Populus alba). Elle se reconnait à son stipe massif, à fines écailles pratiquement blanches en haut et de plus en plus grises vers le bas, très denses, et pratiquement noires près de la partie enterrée[5].
- Leccinum duriusculum f. tenerum Estadès & Bidaud, 2007
- Leccinum duriusculum var. salicinum Wichanský, 1960

## Habitat et distribution
Le Bolet rude des trembles est un champignon mycorhizien. On le rencontre sous les peupliers (Populus), surtout sous peuplier tremble (Populus tremula) et peuplier blanc (Populus alba).

## Comestibilité
Le Bolet rude des trembles est comestible. Comme toutes les espèces de Leccinum au sens large, son pied fibreux et indigeste est souvent rejeté. Il est fréquemment recommandé de le cueillir jeune et de ne garder que le chapeau. Les Bolets rudes sont à l'origine de troubles gastro-intestinaux s'ils sont consommés crus ou mal cuits. Sa taille le rendant particulièrement intéressant pour un Leccinum, il est consommé occasionnellement , parfois de façon accidentelle en confusion avec un Cèpe.

## Confusions possibles
- Le Bolet rude (Leccinum scabrum), qui n'a pas de taches bleues à la base, sa chair est immuable et il vient sous bouleaux. Comestible.
- Le Bolet ramoneur (Leccinum variicolor), qui a un chapeau marbré plus foncé et vient sous bouleaux. Rare, sans intérêt alimentaire.
- Le Bolet rude à base bleue (Leccinum cyaneobasileucum), qui est bien plus pâle et vient sous bouleaux. Rare, sans intérêt alimentaire.
- Le Bolet rude des schistes (Leccinum schistophilum), qui vient sur terrain schisteux sous bouleaux. Rare, sans intérêt alimentaire.
- Le Bolet rude des bouleaux nains (Leccinum rotundifoliae), qui est plus pâle et vient sous bouleaux nains. Rare, sans intérêt alimentaire.
- Les Cèpes (B. edulis, B. aereus, B. pinophilus, B. aestivalis) dont le pied est réticulé et non pas squamuleux et dont la chair est immuable (na change pas de couleur à la coupe). Comestibles réputés.

## Philatélie

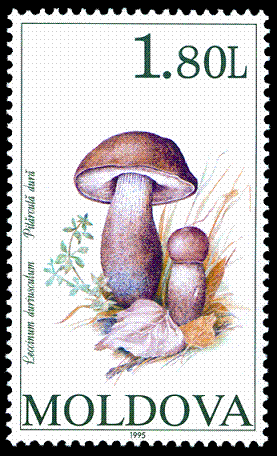
Représentation de l'espèce sur un timbre Moldave.

Leccinum duriusculum est représenté sur un timbre moldave, émis en 1995, d'une valeur de 1,80 Lei moldaves. 